# Championnat d'Antigua-et-Barbuda de football 2015-2016
Navigation
Saison précédente Saison suivante
La saison 2015-2016 du Championnat d'Antigua-et-Barbuda de football est la quarante-cinquième édition de la Premier Division, le championnat de première division à Antigua-et-Barbuda. Les dix formations de l'élite sont regroupées au sein d'une poule unique où elles s'affrontent deux fois, à domicile et à l'extérieur. En fin de saison, les deux derniers du classement sont relégués et remplacés par les deux meilleures formations de First Division tandis que le 8e dispute un barrage de promotion-relégation.
C'est le Hoppers FC qui remporte la compétition cette saison après avoir terminé en tête du classement final, avec cinq points d'avance sur Jennings Grenades FC et neuf sur Empire FC, promu de deuxième division. Il s’agit du tout premier titre de champion d'Antigua-et-Barbuda de l'histoire du club.

## Les clubs participants
- Hoppers FC
- Ottos Rangers FC
- Bullets FC - Promu de First Division
- Old Road FC
- Five Islands FC
- Jennings Grenades FC
- Fort Road FC
- Empire FC - Promu de First Division
- Parham FC
- SAP FC

## Compétition
Le barème de points servant à établir le classement se décompose ainsi :
- Victoire : 3 points
- Match nul : 1 point
- Défaite : 0 point

### Classement
| Rang | Équipe               | Pts | J  | G  | N | P  | Bp | Bc | Diff |
| ---- | -------------------- | --- | -- | -- | - | -- | -- | -- | ---- |
| 1    | Hoppers FC           | 41  | 18 | 13 | 2 | 3  | 41 | 16 | +25  |
| 2    | Jennings Grenades FC | 36  | 18 | 11 | 3 | 4  | 33 | 19 | +14  |
| 3    | Empire FCP           | 32  | 18 | 9  | 5 | 4  | 34 | 26 | +8   |
| 4    | Old Road FC          | 30  | 18 | 9  | 3 | 6  | 38 | 24 | +14  |
| 5    | Parham FCT           | 30  | 18 | 9  | 3 | 6  | 36 | 23 | +13  |
| 6    | SAP FC               | 25  | 18 | 7  | 4 | 7  | 36 | 31 | +5   |
| 7    | Bullets FCP          | 21  | 18 | 5  | 6 | 7  | 23 | 28 | -5   |
| 8    | Ottos Rangers FC     | 21  | 18 | 5  | 6 | 7  | 30 | 38 | -8   |
| 9    | Fort Road FC         | 11  | 18 | 3  | 2 | 13 | 18 | 46 | -28  |
| 10   | Five Islands FC      | 6   | 18 | 1  | 3 | 14 | 15 | 53 | -38  |

|  | Qualification pour le CFU Club Championship 2017 |
|  | Participation au barrage de promotion-relégation |
|  | Relégation directe en First Division             |
|  | T : Tenant du titre P : Promu de First Division  |

### Matchs

#### Barrage de promotion-relégation
Le 8e de Premier Division, Ottos Rangers FC, retrouve les 3e et 4e de First Division, Glanvilles FC et All Saints United, en poule de promotion-relégation. Les trois équipes s'affrontent une fois, seule la meilleure d'entre elles est promue ou se maintient parmi l'élite.
| Rang | Équipe                 | Pts | J | G | N | P | Bp | Bc | Diff |  | Résultats (▼ dom., ► ext.) | Gla | Otto | ASaU |
| ---- | ---------------------- | --- | - | - | - | - | -- | -- | ---- |  | -------------------------- | --- | ---- | ---- |
| 1    | Glanvilles FC (D2)     | 4   | 2 | 1 | 1 | 0 | 4  | 3  | +1   |  | Glanvilles FC (D2)         |     | 4-3  |      |
| 2    | Ottos Rangers FC       | 3   | 2 | 1 | 0 | 1 | 7  | 4  | +3   |  | Ottos Rangers FC           |     |      | 4-0  |
| 3    | All Saints United (D2) | 1   | 2 | 0 | 1 | 1 | 0  | 4  | -4   |  | All Saints United (D2)     | 0-0 |      |      |

- Glanvilles FC prend la place d'Ottos Rangers FC au sein de l'élite.

## Bilan de la saison
| Championnat d'Antigua-et-Barbuda de football 2015-2016 |                                 |
| Champion                                               | Hoppers FC (1er titre)          |
| Coupes et trophées                                     |                                 |
| Vainqueur de la Coupe d'Antigua-et-Barbuda 2015-2016   | Non disputée                    |
| Qualifications continentales                           |                                 |
| CFU Club Championship 2017                             | Hoppers FC Jennings Grenades FC |
| Promotions et relégations                              |                                 |
| Promus en Premier Division                             | Liberta FC                      |
| Promus en Premier Division                             | Tryum FC                        |
| Promus en Premier Division                             | Glanvilles FC                   |
| Relégués en First Division                             | Ottos Rangers FC                |
| Relégués en First Division                             | Fort Road FC                    |
| Relégués en First Division                             | Five Islands FC                 |